# Watkin Tudor Jones
Watkin Tudor Jones (Johannesburg, 26 de setembro de 1974), mais conhecido por seu nome artístico Ninja, é um rapper, compositor, produtor musical, ator, diretor de videoclipes sul-africano.